# بلبل‌ها
بلبل‌ها نام یک سرده (نام علمی: Pycnonotus) از پرندگان آوازخوان عضو تیره بلبلان است. گاهی به این گروه از پرندگان «بلبل خرماها» نیز گفته می‌شود. در حقیقت، نام انگلیسی و مشترک در همهٔ گونه‌های این سرده Bulbul است که این نام از ریشه هندی و فارسی واژه «بلبل» گرفته شده‌است.
- نیاز به یادآوری است که برای دو گونه بلبل هزاردستان و بلبل خالدار نام انگلیسی Nightingale به کار می‌رود.

## گونه‌ها
این سرده دارای ۳۲ گونه است:
- بلبل زیردم‌کرمی ( Pycnonotus simplex )
- بلبل بال‌زیتونی ( Pycnonotus plumosus )
- بلبل آسیایی چشم‌سرخ ( Pycnonotus brunneus )
- بلبل سرکاهی ( Pycnonotus zeylanicus )
- بلبل چشم‌کرمی (Pycnonotus pseudosimplex)
- بلبل پیشانی‌خاکستری ( Pycnonotus cinereifrons )
- بلبل ابروسفید (Pycnonotus luteolus)
- بلبل بلانفورد ( Pycnonotus blanfordi )
- بلبل گوش‌راه‌راه (Pycnonotus conradi)
- بلبل گلونواری ( Pycnonotus finlaysoni )
- بلبل زرد ( Pycnonotus flavescens )
- بلبل آسه (آچه) (Pycnonotus snouckaerti)
- بلبل خال‌نارنجی ( Pycnonotus bimaculatus )
- بلبل رخ‌پریده ( Pycnonotus flavescens leucops )
- بلبل گلوزرد ( Pycnonotus xantholaemus )
- بلبل گوش‌زرد ( Pycnonotus penicillatus )
- بلبل سینه‌قهوه‌ای ( Pycnonotus xanthorrhous )
- بلبل چینی ( Pycnonotus sinensis )
- بلبل تایوانی (Pycnonotus taivanus)
- بلبل گوش‌سرخ ( Pycnonotus jocosus )
- بلبل زیردم‌زرد ( Pycnonotus goiavier )
- بلبل زیردم‌سرخ (Pycnonotus cafer)
- بلبل سردودی ( Pycnonotus aurigaster )
- بلبل خرما ( Pycnonotus leucotis )
- بلبل هیمالیا ( Pycnonotus leucogenys )
- بلبل عینک‌سفید ( Pycnonotus xanthopygos )
- بلبل چشم‌سرخ ( Pycnonotus nigricans )
- بلبل معمولی ( Pycnonotus barbatus )
- بلبل دادسون ( Pycnonotus (barbatus) dodsoni )
- بلبل سومالی Bulbul ( Pycnonotus (barbatus) somaliensis )
- بلبل کلاه‌تیره ( Pycnonotus (barbatus) tricolor )
- بلبل دماغه ( Pycnonotus capensis )

## گونه‌های دیگر
- بلبل شکم‌خاکستری ( Pycnonotus cyaniventris )
- بلبل پشت‌نخودی ( Pycnonotus eutilotus )
- بلبل نوارکرمی ( Pycnonotus leucogrammicus )
- بلبل سیاه‌سفید ( Pycnonotus melanoleucos )
- بلبل سینه‌پولکی ( Pycnonotus squamatus )
- بلبل راه‌راه ( Pycnonotus striatus )
- بلبل گردن‌خالدار ( Pycnonotus tympanistrigus )
- بلبل چشم‌زرد (بلبل غبغبک‌زرد) ( Pycnonotus urostictus )
- بلبل ابروسفید ( Pycnonotus luteolus )
- بلبل کاکل‌سیاه ( Pycnonotus melanicterus )
- بلبل شکم‌زرد ( Pycnonotus flaviventris )
- بلبل گلویاقوتی ( Pycnonotus dispar )
- بلبل گلوآتشی ( Pycnonotus gularis )
- بلبل برونئی ( Pycnonotus montis )
- بلبل سرسیاه ( Pycnonotus atriceps )
- بلبل آندامان ( Pycnonotus fuscoflavescens )
- بلبل سرخاکستری ( Pycnonotus priocephalus )
- بلبل عینکی ( Pycnonotus erythropthalmos )
- بلبل رخ‌برهنه ( Pycnonotus hualon )